# Italohippus monticola
Italohippus monticola is een rechtvleugelig insect uit de familie veldsprinkhanen (Acrididae). De wetenschappelijke naam van deze soort is voor het eerst geldig gepubliceerd in 1915 door Ebner.
1. ↑  (en) Italohippus monticola op de IUCN Red List of Threatened Species.